# VII. Mikhaél bizánci császár
VII. Mikhaél, magyarosan VII. Mihály, eredeti nevén Mikhaél Dukasz (görögül: Μιχαήλ Ζ΄ Δούκας), (Konstantinápoly, 1050 vagy 1059 – Konstantinápoly vagy Epheszosz, 1090 körül), gúnynevén Parapinakész („Zsugori, Kapzsi”) Mihály (görögül: Παραπινάκης) a Bizánci Birodalom császára (uralkodott 1071-től 1078. március 24-éig), X. Kónsztantinosz és Eudokia Makrembolitissza császárné gyermeke volt. A Mikhaél Pszellosz által nevelt szobatudós császár uralkodása alatt a birodalom súlyos válságban volt, és mind a Balkánon, mind Anatólia területén támadások és lázadások gyengítették.

## Útja a trónig
Mikhaél még apja 1059-es trónszerzését megelőzően született Mikhaél Kérullariosz pátriárka unokahúgával, Eudokia Makrembolitisszával kötött házasságából. Apja trónra lépésekor társcsászári címet kapott, hasonlóan később született fivéreihez, Kónsztantinoszhoz és Andronikoszhoz. X. Kónsztantinosz uralkodása alatt a teljhatalmú és széles műveltségű Mikhaél Pszellosz főminiszter, a kitűnő szónok és filozófus gondoskodott neveléséről, aminek meglett az az eredménye, hogy a herceg élénk tudományos érdeklődést fejlesztett ki, de sem politikai ambíciói nem voltak, sem képessége az állam irányítására. Így aztán, miután apja 1067-ben meghalt, és kora alapján már uralkodhatott volna egymaga, édesanyja újabb férje, IV. Rómanosz könnyedén a háttérbe szorította.
Rómanosz 1071. augusztus 19-én megsemmisítő vereséget szenvedett az Alp Arszlán vezette szeldzsukoktól, és fogságba esett. A hatalmat Konstantinápolyban Eudokia és fia, VII. Mikhaél szerezte meg. Rövidesen kiderült, hogy a császár még él, és mivel hazatérése súlyosan veszélyeztette Mikhaél nagybátyja, a kaiszari rangú Ióannész Dukasz pozícióit, az október 24-én száműzte a császárnőt. Rómanosz rövidesen megadta magát a kitörő polgárháborúban, és bár VII. Mikhaél személyi biztonságot ígért neki, még Konstantinápolyba érkezése előtt izzó vassal megvakították, és 1072-ben belehalt súlyos sérülésébe.

## Uralkodása

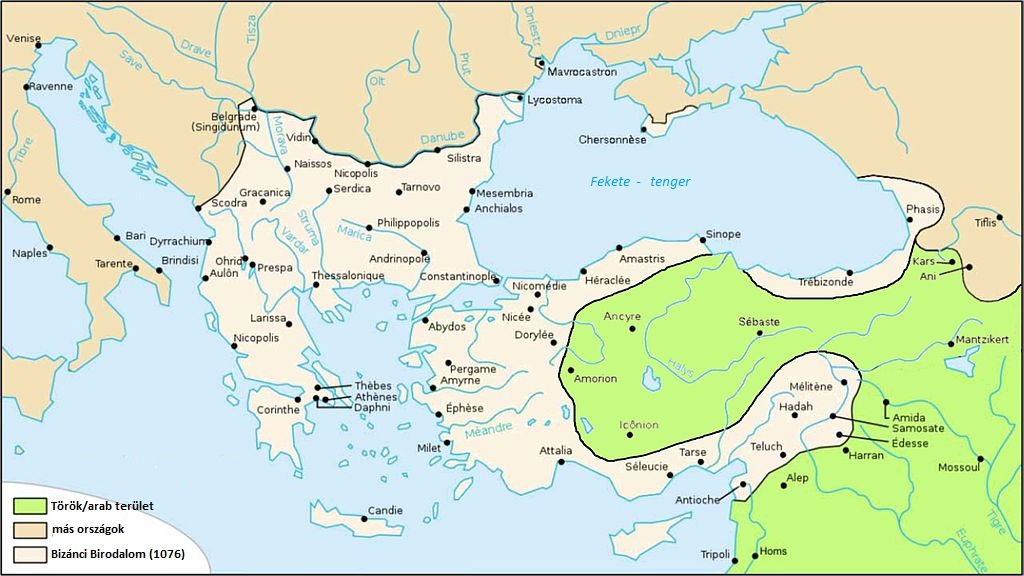
A Bizánci Birodalom 1076-ban

VII. Mikhaél uralkodása súlyos válságidőszak volt, amelynek kezelésére tökéletesen alkalmatlannak bizonyult. Rómanosz meggyilkolásának következtében a szeldzsukok érvénytelennek tekintették az általa kötött békeszerződést, és az immár végleg felbomlott bizánci haderő ellenállása nélkül zúdultak Kis-Ázsiára. Az 1071 elején elesett Bari visszaszerzése érdekében a császári kormányzat mindössze annyira volt képes, hogy VII. Gergely pápától kérjen segítséget a Dél-Itáliát és Szicíliát nemrég pápai áldással meghódító normannok ellen.
Trónra lépve egy Niképhoritzész nevű logothetész lett a leginkább csak tudományos kérdéseken elmélkedő császár kegyence, akinek kedvéért kiszorította a hatalomból nevelőjét, a császári politikát évtizedek óta irányító Pszelloszt és a trónt számára megszerző nagybátyját is. Niképhoritzész a szeldzsukok elől menekülő emberáradat okozta éhínséget a gabonakereskedelem állami monopóliummá tételével próbálta orvosolni, ezért egy nagy raktárat építtetett Rhaidesztoszban, súlyosan lerontotta a pénzt: a nomiszma aranytartalmát tizenhatról kilenc karátra csökkentette. (Emiatt ragadt rá a „mínusz egy negyed” jelentésű Parapinakész név, ami a búza nagy arányú drágulására utal, azonos összegért egy negyeddel kevesebb búzát lehetett venni.) Mindezt vagyonelkobzásokkal egészítette ki.

### A balkáni helyzet
A császárság balkáni területein is megingott a bizánci hatalom. A dukljai fejedelem támogatásával 1072-ben Prizrenben fiát, Konsztantin Bodint cárrá választották a fellázadó bolgárok. Sámuel bolgár cár dédunokája rövidesen uralma alá hajtotta az Ohridtól Szófiáig terjedő területet, ám táborának belső ellentéteire építve a bizánciak végül le tudták verni 1073-ban. Nem így a Duna mentén 1076 körül Nesztor vezetésével kirobbant lázadást, ami többek között Drasztar környékét vonta ki a bizánciak irányítása alól a fizetetlen besenyők támogatásával. Két hajdani hűbéres is elveszett ezekben az években: 1076-ban Dmitar Zvonimir horvát király, 1077-ben pedig Mikhaél dukljai fejedelem kapott koronát a pápától.

### Magyar kapcsolat

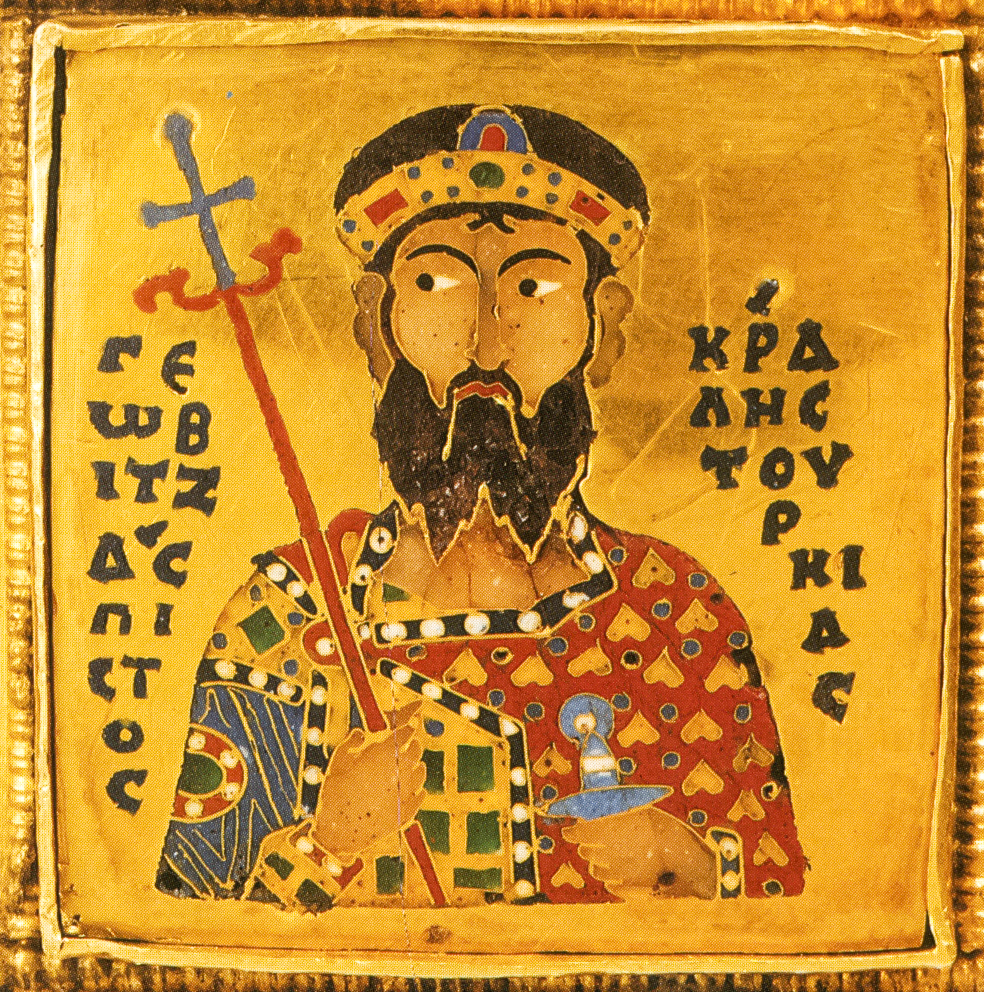
I. Géza a Szent Korona görög részén

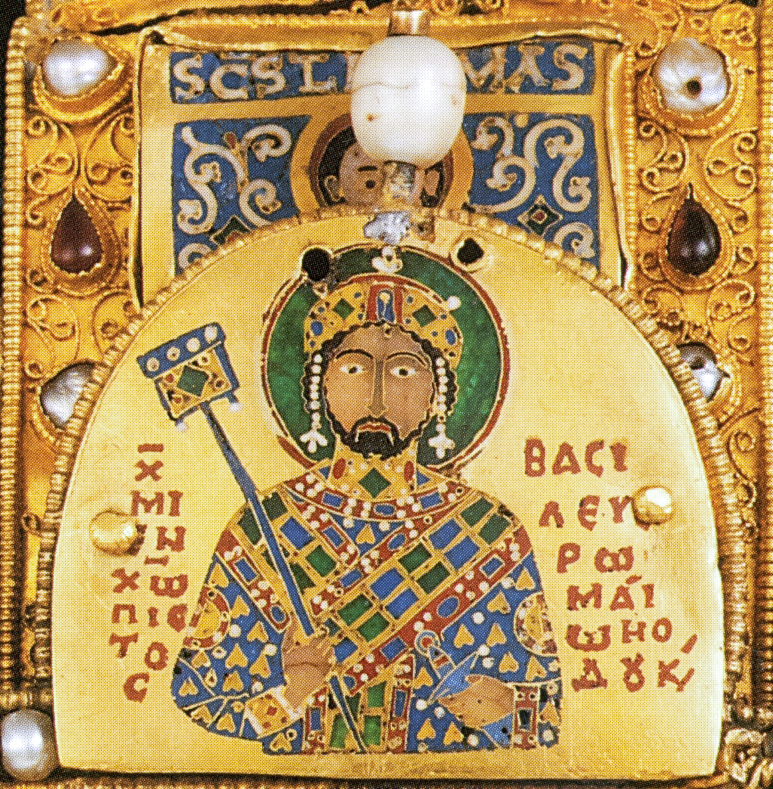
Dukász Mihály a Szent Korona görög részén

A balkáni zűrzavart eleinte a Salamon magyar király vezette magyarok is igyekeztek kihasználni: 1071-ben bevették a határon fekvő Nándorfehérvárt és Szerémet, majd miután 1072-ben előbbit visszaszerezték a bizánciak, ismét elfoglalták a várat, és ezúttal egészen Niš mélységéig törtek előre. Salamon 1074-es megbuktatása után azonban a Nándorfehérvár ostroma alatt VII. Mihállyal már egyezkedő I. Géza baráti politikába kezdett Bizánccal, így keresve legitimációt bitorlásához. Bizáncból feltehetően 1075-ben kapott koronájáért – a későbbi Szent Korona alsó részéért – és egy arisztokrata hölgy, a később trónra lépő Niképhorosz Botaneiatész unokahúga, Szünadéné kezéért hajlandó volt békét kötni, amihez még Nándorfehérvárt és Szerémet is visszaszolgáltatta a császárságnak.

## Bukása
Niképhoritzész intézkedéseivel VII. Mikhaél kormányzata rendkívül népszerűtlenné vált úgy a gabonatermelő nagybirtokosok, mint a birtokait védelmező egyház és az inflációtól és éhínségtől szenvedő köznép körében. Nesztor 1076-os Duna-vidéki lázadása mellett két súlyosabb felkelés is kirobbant az elhibázott császári politika miatt: 1077 őszén Niképhorosz Brüenniosz, a balkáni hadak vezére, Dürrakhion parancsnoka kiáltotta ki magát uralkodónak. Bevonult Hadrianopoliszba, majd Konstantinápoly falai alatt kezdett fosztogatni, ezzel azonban elvesztette a fővárosi lakosság támogatását. Kénytelen volt visszavonulni Hadrianopolisz felé, átadva az utat a keletről érkező ellencsászárnak, az agg Niképhorosz Botaneiatésznek. Botaneiatész 1078. január 8-án kiáltotta ki magát császárrá, és márciusban szeldzsuk támogatással vonult be Nikaia városába. A hírre Konstantinápolyban lázadás tört ki az egyház aktív támogatásával.
Niképhorosz március 24-én akadálytalanul vonult be a fővárosba. Mikhaél kénytelen volt lemondani. Szerzetesként visszavonult a Sztudion-kolostorba, Niképhoritzészt pedig kínvallatásnak vetették alá, amibe belehalt. A hajdani császár később epheszoszi érsekké emelkedett, ekként halt meg 1090 körül.

## Családja
VII. Mikhaél felesége IV. Bagrat grúz király lánya, Bagrationi Mária volt. Házasságukra még Mikhaél társcsászár korában, valamikor 1066-1071 között került sor; mindössze egy gyermekükről tudunk, Kónsztantinosz Dukaszról, aki apja mellett és később is társcsászári rangot viselt.